# Petra Vogt
Petra Vogt (República Democrática Alemana, 20 de agosto de 1950-12 de marzo de 2017), también llamada Petra Kandarr, fue una atleta alemana especializada en la prueba de 4 x 100 m, en la que consiguió ser subcampeona europea en 1971.

## Carrera deportiva
En el Campeonato Europeo de Atletismo de 1971 ganó la medalla de plata en los relevos de 4 x 100 metros, con un tiempo de 43.6 segundos, llegando a meta tras Alemania del Oeste (oro) y por delante de la Unión Soviética.
Dos años después, en el Campeonato Europeo de Atletismo en Pista Cubierta de 1973 ganó la medalla de plata en los 60 metros, con un tiempo de 7.29 segundos, llegando a meta tras su compatriota alemana Annegret Richter.